# Opel Astra V8 Coupé
L’Opel Astra V8 Coupé est une voiture de course d’Adam Opel AG conçu pour une utilisation exclusive en DTM, où il a concouru contre l’Abt-Audi TT-R et la Mercedes CLK de 2000 à 2003. L’Astra a été le premier modèle d’Opel pour le nouveau Deutsche Tourenwagen Masters.

## DTM

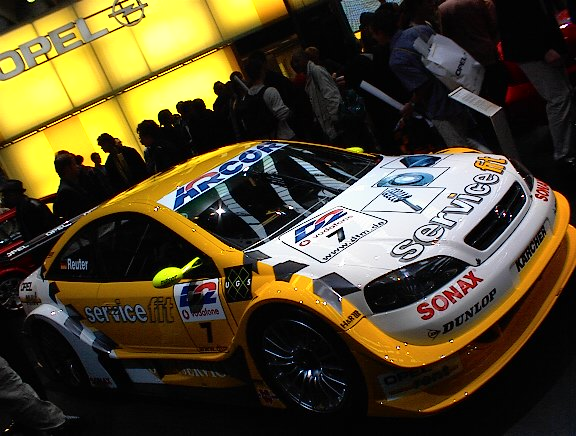
L’Astra V8 Coupé pour la saison 2001 du DTM au Salon de l'automobile de Francfort (IAA) 2001

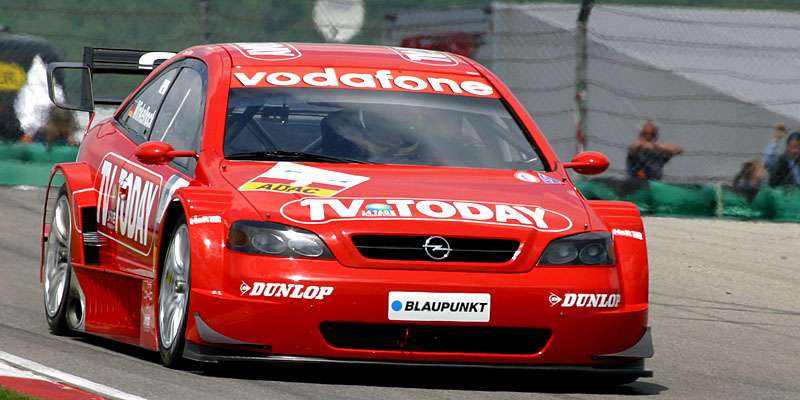
L’Astra V8 Coupé pour la saison 2002 du DTM avec les «oreilles» sur les côtés de l’aileron arrière

Dès 1998, Opel a présenté au Salon automobile d’Essen une voiture de tourisme pour le DTM basée sur l’Opel Astra coupé, démontrant ainsi le développement des courses de voitures de tourisme allemandes. En 2000, Opel a présenté l’Astra coupé pour la saison 2000 du DTM. Cette saison a été la plus réussie pour l’Astra coupé, avec huit victoires en course et une deuxième place pour Manuel Reuter. Dans les années qui suivirent, l’Astra n’était plus capable de s’imposer en DTM.
Au cours de la saison 2001 du DTM, il était permis d’augmenter l’empattement et de s’écarter de l’empattement standard en raison de la réglementation. Cette saison, l’aileron arrière a également pu être positionné plus loin derrière la voiture. Opel a construit un tout nouveau développement de l’Astra avec beaucoup de technologies complexes, ce qui a submergé les équipes.
Lors de la saison 2002 du DTM, Opel a exploité une faille dans la réglementation : il y avait deux «oreilles» sur les côtés du nouvel aileron arrière standard à deux étages présenté lors de l’ouverture de la saison à Hockenheim. Or, ces aides aérodynamiques ont été déclarées comme supports de l’aileron arrière. Néanmoins, Opel n’a réussi à convaincre que peu cette saison; Le meilleur résultat a été la troisième place au Sachsenring pour Alain Menu.
L’aérodynamisme des véhicules a été à nouveau ajusté lors de la saison 2003 du DTM. Ainsi, Opel a encore fait quelques concessions, mais les «oreilles» ont été interdites. Néanmoins, Opel n’était pas très compétitif. Cependant, Peter Dumbreck, qui vient de chez Mercedes-Benz, a toujours su donner le ton et a même obtenu la deuxième place à l’EuroSpeedway Lausitz. Bien que Timo Scheider ait décroché la pole position à Zandvoort, il a perdu la tête après un arrêt au stand raté.

## Course des 24 heures du Nürburgring

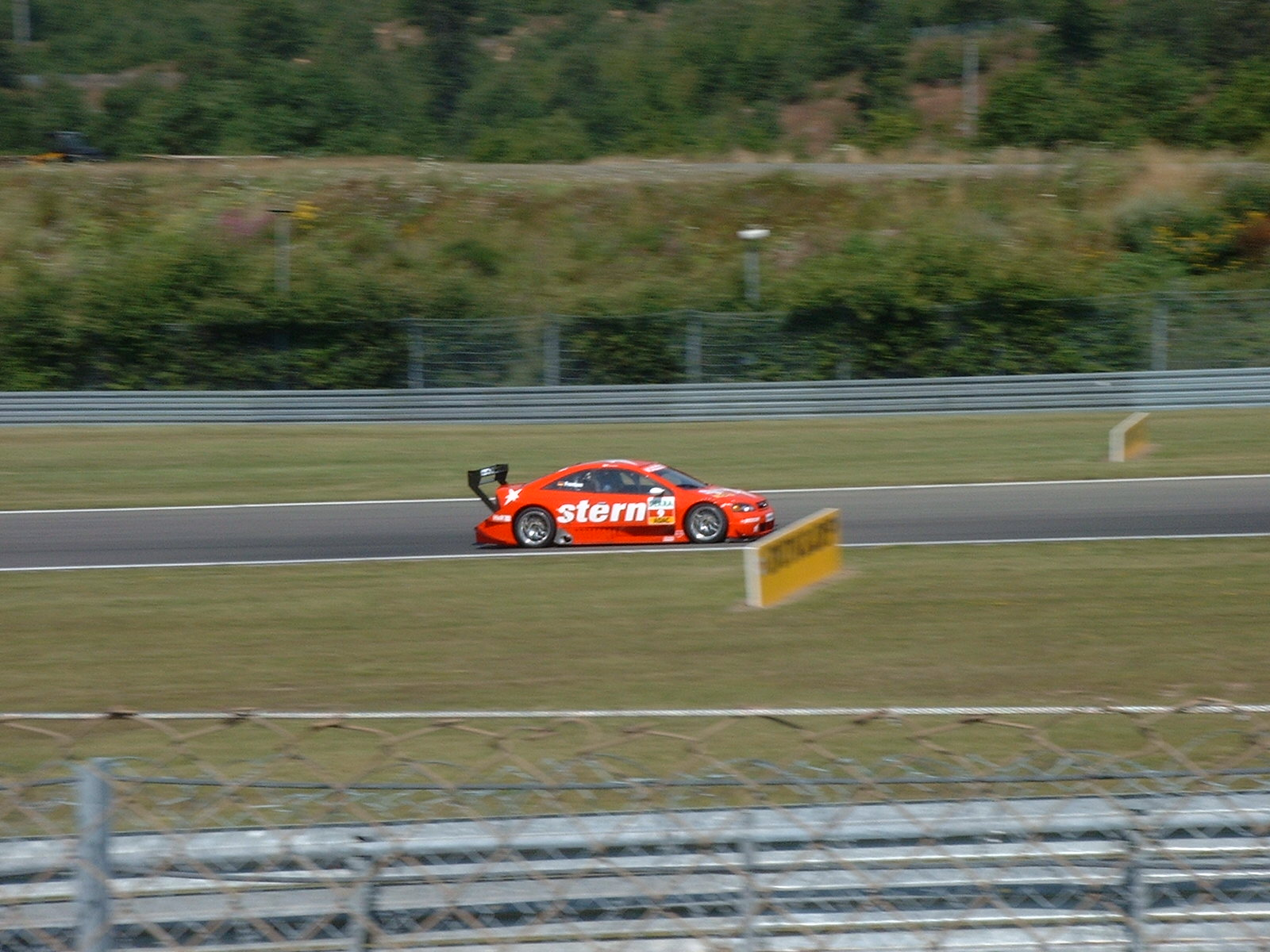
L’Astra V8 Coupé pour la saison 2003 du DTM

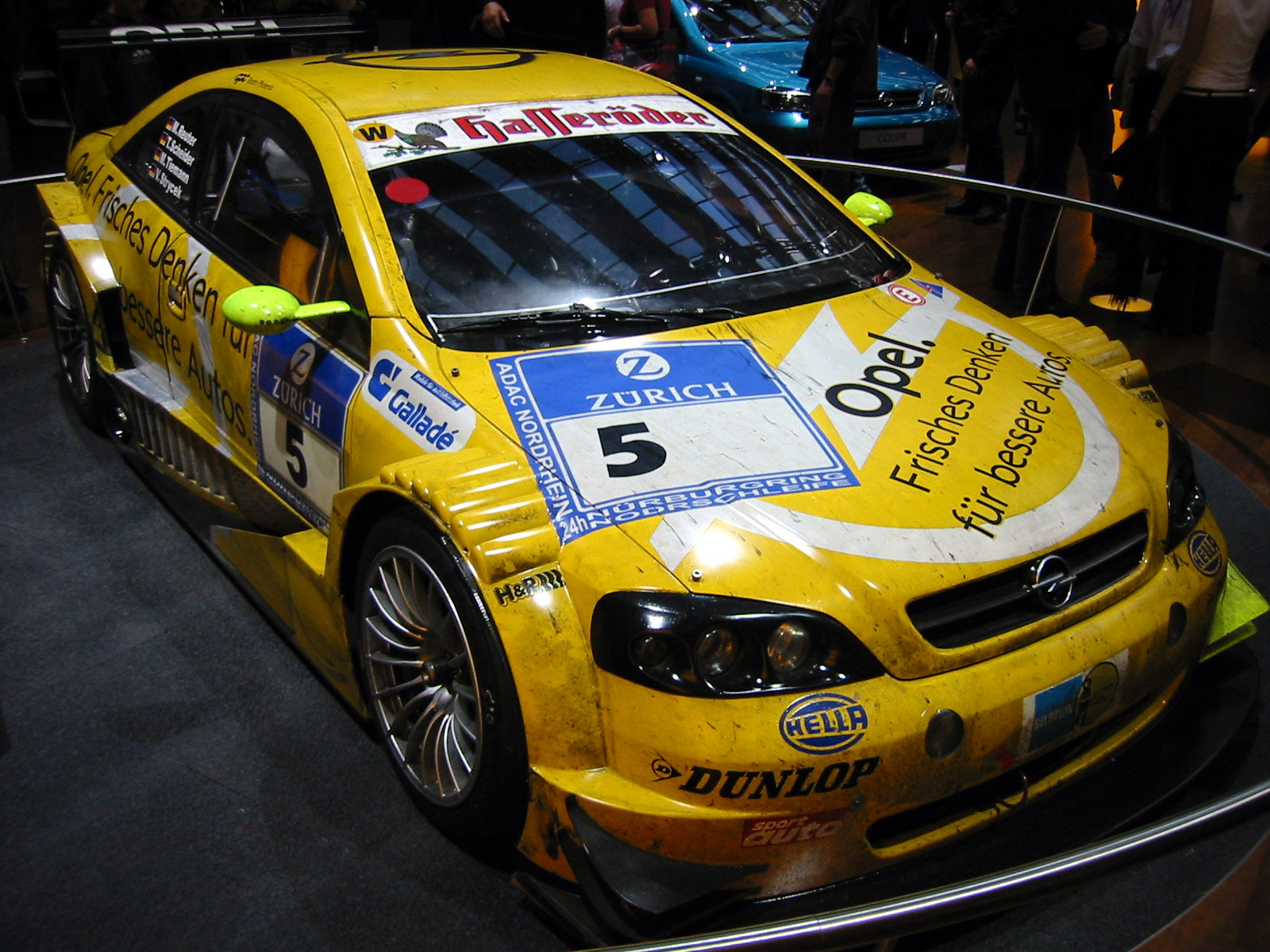
Vainqueur du classement général des 24 Heures du Nürburgring en 2003

L’équipe d’usine d’Opel et son équipe Phoenix ont pris le départ de la course des 24 Heures du Nürburgring en 2003 avec un véhicule de DTM légèrement modifié de l’année précédente. L’Astra avait déjà été testée sur la Nordschleife dans le cadre des courses VLN. Lors de la course de 24 heures, ils ont affronté, entre autres, les équipes d’usine d’Audi (qui utilisait également une voiture du DTM, la TT-R) et de BMW dans la lutte pour la victoire au classement général. Après 24 heures, l’équipe d’Opel, qui n’a pas réussi en DTM, a célébré une victoire confiante. L’année suivante, Opel tente de défendre sa victoire. Alors que le DTM était désormais réservé à l’Opel Vectra GTS V8, ils ont continué à concourir sur la Nordschleife avec une Astra DTM de 2003 modifiée. Toutefois, il n’a pas été possible de capitaliser sur le succès de l’année précédente. Lors des qualifications pour la course de 24 heures en 2004, l’équipe OPC Phoenix s’est classée deuxième sur la grille. Le tour le plus rapide a été réalisé en course. Au total, l’équipe n’est arrivé qu’à la dixième place du classement général. Cela a mis fin à la participation de l’usine Opel à la course des 24 heures du Nürburgring.

## Autres utilisations
Les Astra modifiées pour la Nordschleife passèrent entre des mains privées. L’équipe Schall a conduit l’Astra V8 Coupé au sein du VLN pendant plusieurs années. D’autres Astra du DTM sont encore utilisées dans des course de côte. L’Astra V8 Coupé de 2003 de Peter Dumbreck sera régulièrement utilisée par Tim Schrick et Klaus Hoffmann en DTM Classic Cup en 2022.

## Opel Astra OPC X-treme

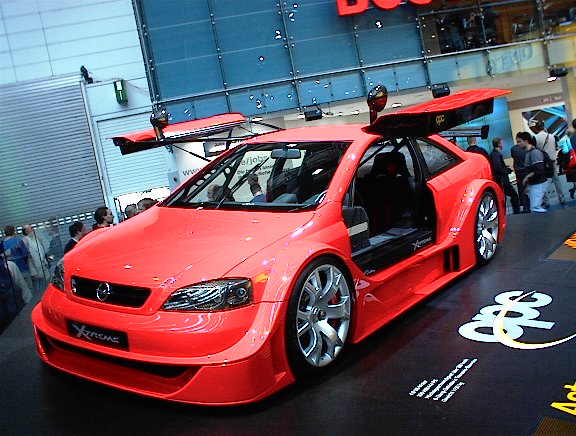
L’Astra OPC X-treme à l’IAA 2001

Basée sur l’Opel Astra DTM de 2000, Opel a présenté une version civile destinée à la circulation routière sous le nom d’Opel Astra OPC X-treme. Le moteur avait une puissance de 444 ch et 530 Nm. Malgré plusieurs demandes de clients, ce véhicule n’a jamais été produit en petite série.